# Alteckendorf
Alteckendorf (in tedesco Alteckendorf e Àltackedorf in dialetto alsaziano) è un comune francese di 851 abitanti situato nel dipartimento del Basso Reno nella regione del Grand Est.
Il comune è composto dai villaggi di Altdorf, citato nel 752, e di Eckendorf, citato nel 744.
Dopo la guerra dei trent'anni, le due comunità accolsero immigranti svizzeri.

## Società

### Evoluzione demografica
Abitanti censiti